# Balángír
Balángír (urijsky ବଲାଙ୍ଗୀର) je město v Uríse, jednom ze svazových států Indie. K roku 2011 měl přes osmadevadesát tisíc obyvatel.
Balángír, který leží na dálnici NH 26, z Rájpúru do Čhattísgarhu, je správním střediskem svého okresu.
Nejpoužívanějším jazykem ve městě je urijština a nejzastoupenějším náboženstvím je hinduismus.